# Pablo García Carrasco
Pablo García Carrasco (nascut el 5 de juny de 2000) és un futbolista professional asturià que juga com a lateral esquerre a l'Sporting de Gijón.

## Carrera de club
Nascut a Gijón, Astúries, García es va incorporar a l'Escola de Futbol de Mareo de l'Sporting de Gijón el 2010, als 10 anys. Va debutar com a sènior amb el filial l'1 de setembre de 2019, entrant com a substitut a la segona part i marcant el quart gol del seu equip en una victòria a casa per 5-0 contra la UD San Sebastián de los Reyes en partit de la Segona Divisió B.
García va jugar el seu primer partit com a professional el 12 de setembre de 2020, començant amb una victòria a casa per 1-0 contra la UD Logroñés a Segona Divisió. El 6 d'agost de l'any següent, va renovar el seu contracte fins al 2025.
El 7 d'agost de 2022, García es va traslladar a l'AD Alcorcón de Primera Federació cedit per a la temporada. Va aportar sis gols, el millor registre de la seva carrera, al seu retorn al segon nivell després d'un any, sumant dues assistències.